# Vehementer nos
Vehementer nos − szósta encyklika papieża Piusa X sygnowana datą 11 lutego 1906, w której potępił on rozdział Kościoła od państwa we Francji. 